# O Petróleo É Nosso (filme)
O Petróleo é Nosso!, é um filme brasileiro de 1954, do gênero comédia.

## Sinopse
Perpétua é proprietária de uma grande área de terra onde, segundo se diz, existem vários poços petrolíferos.

## Elenco
- Violeta Ferraz - Dona Perpétua
- Humberto Catalano - Omelete
- Adelaide Chiozzo - Marisa, filha de Perpétua
- Heloísa Helena - Esposa de Guimarães
- Mary Gonçalves - Jane, noiva de Sílvio
- Nancy Wanderley - Nancy, mulher de Omelete
- Pituca - Pituca, marido de Perpétua
- John Herbert - Sílvio, filho de Guimarães
- Sérgio de Oliveira -Guimarães, dono da Petroneca
- Consuelo Leandro - Chica Bagunça
- Wilson Grey
- Berta Rosanova
- David Dupré
- José Melo
- Marlene Adamo
- Linda Batista
- Irene Bertal
- Emilinha Borba
- Noel Carlos
- Rosina Catalano
- Gilma Coelho
- Eunice Costa
- Adolfo Cruz
- Ivon Cury
- Gilda de Barros
- Selma Duval
- Regina Flores
- Oswaldo Gonçalves
- Carlos Imperial
- Virgínia Lane
- Zezé Macedo
- July Mar
- Mauro Mendonça
- Norberto Nardone
- Bene Nunes
- Walter Ponti
- Ruy Rey
- Frederico Schlee
- Walter Siqueira
- Gilda Valença
- Afonso Viana